# エル・ダヒル
エル・ダヒル (El Dahir, El Dofar, ソマリ語: Ceel-Daahir, Ceel Doofaar, Ceeldoofaa)はソマリアのプントランドのバリ地域のアルモ地区（Degmada Carmo）にある町。
ブラーン方面からのワジ（雨季にのみ水がある川）とDurdur方面からのワジの合流地点に当たるため、雨季にはしばしば洪水になる。

## 最近の歴史
1951年にイギリスで出版されたイギリス領ソマリランドに関する書籍にも「El Dofar」の名前で記載されている。
2020年4月、エル・ダヒルで麻薬カートが押収され、公共広場で焼却された。密売に参加した兵士が裁判にかけられたものの、一般住民は押収されただけで逮捕はされなかった。
2021年8月、プントランド政府はエル・ダヒルの北東2kmの位置に牧畜用の3,600
立方メートルのダムを建設すると発表した。

### エル・ダヒル - エリガボ間道路
プントランド政府は、エル・ダヒルを西のエリガボと結ぶ道路の建設に力を入れている。ただし、エリガボはソマリランド独立当初からソマリランドが安定して実効支配している町であり、プントランド政府の支配が及んでいるのはハダフティモ付近までである。プントランドの主要マスコミガローウェ・オンラインは「エル・ダヒル - バハン間道路」と報道している。
このプロジェクトは2016年1月10日に始まった。
2017年8月、エルダヒル-エリガボ道路委員会は、45キロメートルの作業を完了した。この時の委員長はSheikh Cali Maxamuud Xasan。ここまでの推定費用は1600万ドル。
2018年1月11日、ソマリア連邦のファルマージョ大統領はエル・ダヒルを訪問し、道路の礎石を設置した。しかしプントランドのガース大統領はこれについて、1月8日までプントランドが実効支配していたトゥカラクをソマリランドに武力で奪われたことに関して、ソマリア連邦政府が役割を果たさなかったとして批判した。
2018年7月、エルダヒル-エリガボ道路委員会は、プントランドのガース大統領に、90キロメートルの道路の第1期工事が完成し、第2段階として砂とモルタルの舗装を計画していると報告した。エル・ダヒルからの90キロメートルは、バハンまでの距離に相当する。
2018年11月、ソマリア連邦政府がエルダヒル-エリガボ道路建設のために150万ドルを提供すると発表。
2019年10月、ニュースサイトSomaliland Standardは「エルダヒルとバハンの間の90キロメートルの道路は非常に状態が良くなっている」と報じている。
2020年8月、エル・ダヒルとエリガボを結ぶ道路の第2期工事が着工された。10月にはプントランド議会から200バレルのタールが提供された。しかし事業は中断され、12月に再開した。2021年1月に、プントランド大統領官邸で第2期工事のタール寄付キャンペーンの式典が行われた。